# Las Vegas Bowl
Las Vegas Bowl, llamado SRS Distribition Las Vegas Bowl por razones de patrocinio, es un bowl de fútbol americano universitario que anualmente se juega en el Allegiant Stadium de la ciudad de Paradise, Nevada desde 1992 y es propiedad de ESPN Events.

## Historia
El partido es el sucesor del California Raisin Bowl que se jugaba en la ciudad de Fresno de 1981 a 1991. En 1992 Fresno State, que anteriormente jugaba en el Big West, se mudó a la Western Athletic Conference. El Big West y MAC salieron de Fresno y buscaron una nueva casa para sus partidos de conferencia. Encontraron como nueva sede la ciudad de Las Vegas, en la que los organizadores vieron buenas condiciones hoteleras. En esos días, la temporada navideña estaba a la baja en Las Vegas con poca gente en hoteles y casinos. La primera edición de Las Vegas Bowl se jugó en 1992.
La NCAA utilizó la nueva regla del tiempo extra en la edición de 1995 y en todos los partidos. En 1995 Toledo venció a Nevada 40–37, en el primer partido que se va a tiempo extra en la historia de la Division I-A. La siguiente temporada, la política de tiempo extra fue adoptada en la temporada regular para eliminar los empates.
En 2001, ESPN Regional Television compró Las Vegas Bowl que antes era de la Las Vegas Convention and Visitors Authority.
En diciembre de 2002, el entrenador interino de UCLA Ed Kezirian ganó su único partido como entrenador de UCLA 27–13 ante New Mexico. En el partido, New Mexico mandó a Katie Hnida a patear un punto extra, siendo la primera vez que una mujer jugaba un partido de la Division I Football Bowl Subdivision (Division I-A). La patada fue bloqueada.
En 2007 se jugó una revancha entre el campeón de la Mountain West BYU y UCLA, quien los venció en la temporada regular. UCLA anotó primero con un gol de campo tras un fumble del mariscal de BYU Max Hall. BYU respondió con una recepción de touchdown de Austin Collie. BYU aumentó la ventaja 17–6 con una recepción de Michael Reed para touchdown. Otro fumble de BYU con 19 segundos por jugar en el primer tiempo permitió a UCLA anotar para reducir la ventaja a 17–13. UCLA redujo la desventaja 17–16 con un gol de campo de 50 yardas. Con dos minutos por jugar, UCLA estaba en su propia yarda 2. Con tres segundos por jugar quedaron en la yarda 13 de BYU. El intento de gol de campo de 28 yardas fue parcialmente bloqueado por el tackle defensivo de BYU Eathyn Manumaleuna y se quedó corto, dándole a BYU su segundo Las Vegas Bowl en tres partidos, haciendo a los Cougars el primer equipo que gana Las Vegas Bowl en varias ocasiones. Al año siguiente se enfrentaron Arizona Wildcats ante BYU Cougars con triunfo para los Wildcats 31–21.
En 2013, Royal Purple fue anunciado como el nuevo patrocinador por los siguientes tres años. Al vencer el contrato con Royal Purple en 2015, el partido fue conocido como  Las Vegas Bowl.
Con la reubicación de los Oakland Raiders a Las Vegas, el Allegiant Stadium fue construido para reemplazar el Sam Boyd Stadium. Las Vegas Bowl tendría otra sede a partir de la edición de 2020.
En diciembre de 2020 la edición de 2020 fue cancelada por la pandemia de Covid-19. En enfrentamiento iba a ser SEC y Pac-12, siendo transferido por ESPN Events al Armed Forces Bowl en Fort Worth, Texas.

## Resultados

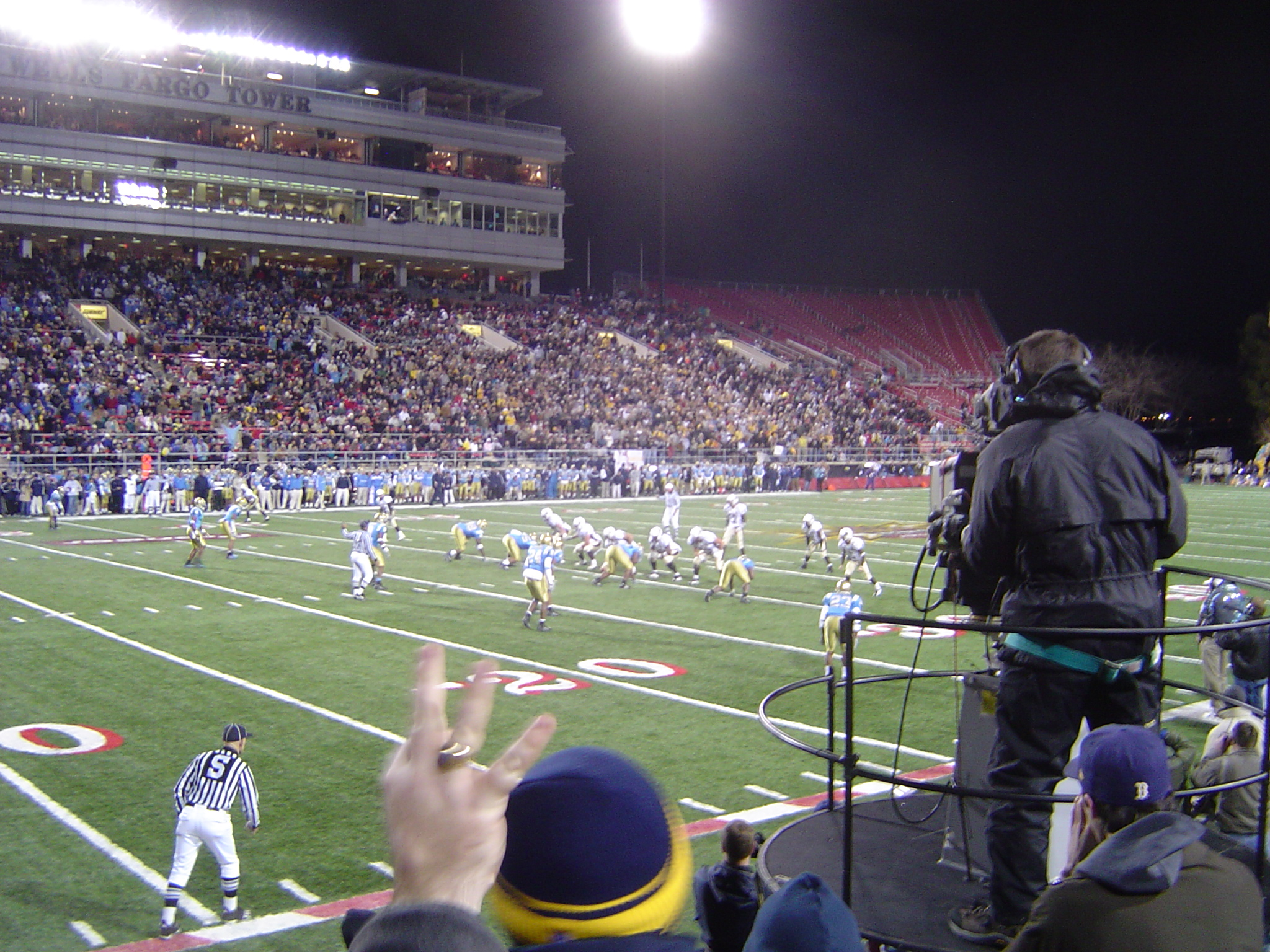
UCLA vs. Wyoming en 2004

| Año  | Campeón                               | Resultado                             | Finalista                             | Asistencia |
| ---- | ------------------------------------- | ------------------------------------- | ------------------------------------- | ---------- |
| 1992 | Bowling Green                         | 35–34                                 | Nevada                                | 15 476     |
| 1993 | Utah State                            | 42–33                                 | Ball State                            | 15 508     |
| 1994 | UNLV                                  | 52–24                                 | Central Michigan                      | 17 562     |
| 1995 | n.º 25 Toledo                         | 40–37 (t.e.)                          | Nevada                                | 12 500     |
| 1996 | Nevada                                | 18–15                                 | Ball State                            | 10 118     |
| 1997 | Oregon                                | 41–13                                 | n.º 23 Air Force                      | 21 514     |
| 1998 | North Carolina                        | 20–13                                 | San Diego State                       | 21 429     |
| 1999 | Utah                                  | 17–16                                 | Fresno State                          | 28 227     |
| 2000 | UNLV                                  | 31–14                                 | Arkansas                              | 29 113     |
| 2001 | Utah                                  | 10–6                                  | USC                                   | 30 894     |
| 2002 | UCLA                                  | 27–13                                 | New Mexico                            | 30 324     |
| 2003 | Oregon State                          | 55–14                                 | New Mexico                            | 25 437     |
| 2004 | Wyoming                               | 24–21                                 | UCLA                                  | 27 784     |
| 2005 | California                            | 35–28                                 | BYU                                   | 40 053     |
| 2006 | n.º 19 BYU                            | 38–8                                  | Oregon                                | 44 615     |
| 2007 | n.º 19 BYU                            | 17–16                                 | UCLA                                  | 40 712     |
| 2008 | Arizona                               | 31–21                                 | n.º 17 BYU                            | 40 047     |
| 2009 | n.º 15 BYU                            | 44–20                                 | n.º 16 Oregon State                   | 40 018     |
| 2010 | n.º 10 Boise State                    | 26–3                                  | n.º 20 Utah                           | 41 923     |
| 2011 | n.º 8 Boise State                     | 56–24                                 | Arizona State                         | 35 720     |
| 2012 | n.º 20 Boise State                    | 28–26                                 | Washington                            | 33 217     |
| 2013 | USC                                   | 45–20                                 | n.º 21 Fresno State                   | 42 178     |
| 2014 | n.º 23 Utah                           | 45–10                                 | Colorado State                        | 33 067     |
| 2015 | n.º 20 Utah                           | 35–28                                 | BYU                                   | 42 213     |
| 2016 | San Diego State                       | 34–10                                 | Houston                               | 29 286     |
| 2017 | n.º 25 Boise State                    | 38–28                                 | Oregon                                | 36 432     |
| 2018 | n.º 19 Fresno State                   | 31–20                                 | Arizona State                         | 37 146     |
| 2019 | Washington                            | 38–7                                  | n.º 18 Boise State                    | 34 197     |
| 2020 | Cancelado por la pandemia de Covid-19 | Cancelado por la pandemia de Covid-19 | Cancelado por la pandemia de Covid-19 | —          |
| 2021 | Wisconsin                             | 20–13                                 | Arizona State                         | 32 515     |

- Fuente:[7]

## Participaciones

### Por Equipo
| # | Equipo          | Apariciones | Récord |
| - | --------------- | ----------- | ------ |
| 1 | BYU             | 6           | 3–3    |
| 2 | Boise State     | 5           | 4–1    |
| 2 | Utah            | 5           | 4–1    |
| 4 | Fresno State    | 3           | 1–2    |
| 4 | Nevada          | 3           | 1–2    |
| 4 | Oregon          | 3           | 1–2    |
| 4 | UCLA            | 3           | 1–2    |
| 4 | Arizona State   | 3           | 0–3    |
| 9 | UNLV            | 2           | 2–0    |
| 9 | Oregon State    | 2           | 1–1    |
| 9 | San Diego State | 2           | 1–1    |
| 9 | USC             | 2           | 1–1    |
| 9 | Washington      | 2           | 1–1    |
| 9 | Ball State      | 2           | 0–2    |
| 9 | New Mexico      | 2           | 0–2    |

Equipos con una sola aparición
- Ganaron (8): Arizona, Bowling Green, California, North Carolina, Toledo, Utah State, Wisconsin, Wyoming
- Perdieron (5): Air Force, Arkansas, Central Michigan, Colorado State, Houston

### Por Conferencia
| Conferencia    | Récord | Récord | Récord | Récord                                                                 | Apariciones                                                | Apariciones |
| Conferencia    | J      | G      | P      | Ganaron                                                                | Perdieron                                                  |             |
| -------------- | ------ | ------ | ------ | ---------------------------------------------------------------------- | ---------------------------------------------------------- | ----------- |
| Mountain West  | 20     | 12     | 8      | 1999, 2000, 2001, 2004, 2006, 2007, 2009, 2011, 2012, 2016, 2017, 2018 | 2002, 2003, 2005, 2008, 2010, 2013, 2014, 2019             |             |
| Pac-12         | 19     | 9      | 10     | 1997, 2002, 2003, 2005, 2008, 2013, 2014, 2015, 2019                   | 2001, 2004, 2006, 2007, 2009, 2011, 2012, 2017, 2018, 2021 |             |
| Big West       | 5      | 3      | 2      | 1993, 1994, 1996                                                       | 1992, 1995                                                 |             |
| MAC            | 5      | 2      | 3      | 1992, 1995                                                             | 1993, 1994, 1996                                           |             |
| WAC            | 4      | 1      | 3      | 2010                                                                   | 1997, 1998, 1999                                           |             |
| ACC            | 1      | 1      | 0      | 1998                                                                   |                                                            |             |
| Big Ten        | 1      | 1      | 0      | 2021                                                                   |                                                            |             |
| The American   | 1      | 0      | 1      |                                                                        | 2016                                                       |             |
| Independientes | 1      | 0      | 1      |                                                                        | 2015                                                       |             |
| SEC            | 1      | 0      | 1      |                                                                        | 2000                                                       |             |

- El récord del Pac-12 incluye apariciones cuando la conferencia era llamada Pac-10 (antes de 2011).
- Conferencias difuntas o inactuvas en FBS está en cursiva.
- Equipos independientes: BYU (2015)

## Jugador Más Valioso

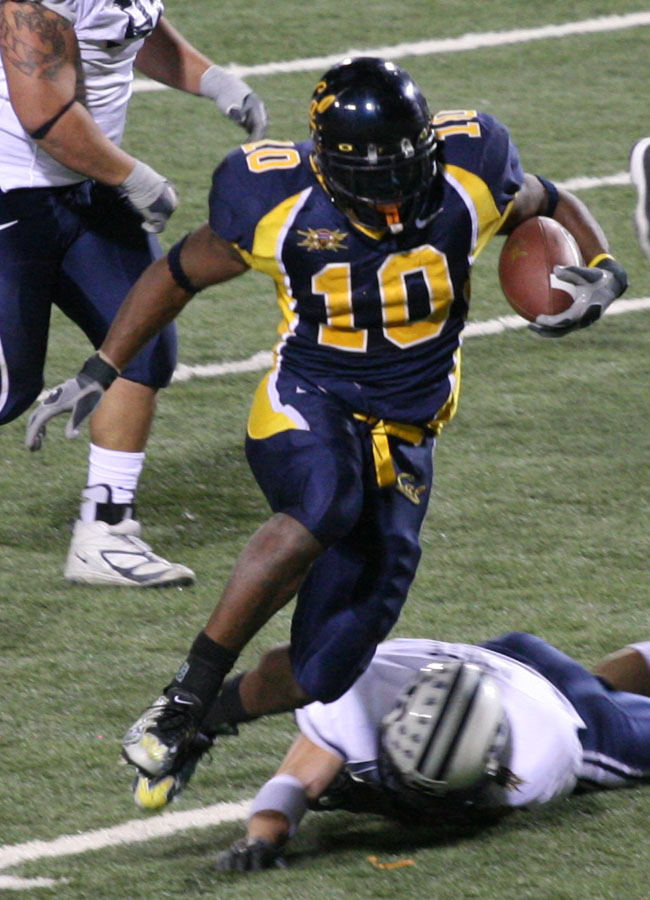
Marshawn Lynch ganó el MVP en 2005.

| Año  | MVP                | Equipo          | Posición |
| ---- | ------------------ | --------------- | -------- |
| 1992 | Erik White         | Bowling Green   | QB       |
| 1993 | Anthony Calvillo   | Utah State      | QB       |
| 1994 | Henry Bailey       | UNLV            | WR       |
| 1995 | Wasean Tait        | Toledo          | RB       |
| 1996 | Mike Crawford      | Nevada          | LB       |
| 1997 | Pat Johnson        | Oregon          | WR       |
| 1998 | Ronald Curry       | North Carolina  | QB       |
| 1999 | Mike Anderson      | Utah            | RB       |
| 2000 | Jason Thomas       | UNLV            | QB       |
| 2001 | Dameon Hunter      | Utah            | RB       |
| 2002 | Craig Bragg        | UCLA            | WR       |
| 2003 | Steven Jackson     | Oregon State    | RB       |
| 2004 | Corey Bramlet      | Wyoming         | QB       |
| 2005 | Marshawn Lynch     | California      | RB       |
| 2006 | Jonny Harline      | BYU             | TE       |
| 2007 | Austin Collie      | BYU             | WR       |
| 2008 | Willie Tuitama     | Arizona         | QB       |
| 2009 | Max Hall           | BYU             | QB       |
| 2010 | Kellen Moore       | Boise State     | QB       |
| 2011 | Doug Martin        | Boise State     | RB       |
| 2012 | Bishop Sankey      | Washington      | RB       |
| 2013 | Cody Kessler       | USC             | QB       |
| 2014 | Travis Wilson      | Utah            | QB       |
| 2015 | Tevin Carter       | Utah            | CB       |
| 2016 | Donnel Pumphrey    | San Diego State | RB       |
| 2017 | Cedrick Wilson Jr. | Boise State     | WR       |
| 2018 | Ronnie Rivers      | Fresno State    | RB       |
| 2019 | Elijah Molden      | Washington      | DB       |
| 2021 | Braelon Allen      | Wisconsin       | RB       |

## Récords
| Equipo                             | Récord, Equipo vs. Rival                                                        | Año       |
| ---------------------------------- | ------------------------------------------------------------------------------- | --------- |
| Más Puntos Anotados                | 56, Boise State vs. Arizona State                                               | 2011      |
| Más Puntos Anotados (perdedor)     | 37, Nevada vs. Toledo (OT) 34, Nevada vs. Bowling Green (regulation)            | 1995 1992 |
| Más Puntos en Conjunto             | 80, Boise (56) vs. Arizona State (24)                                           | 2011      |
| Menos Puntos Permitidos            | 3, Boise State vs. Utah                                                         | 2010      |
| Mayor victoria                     | 41, Oregon State (55) vs. New Mexico (14)                                       | 2003      |
| Yardas Totales                     | 589, UNLV vs. Central Michigan                                                  | 1994      |
| Yardas Terrestres                  | 359, Utah vs. Colorado State                                                    | 2014      |
| Yardas Aéreas                      | 395, Arizona State vs. Boise State                                              | 2011      |
| First downs                        | 33, Toledo vs. Nevada                                                           | 1995      |
| Menos Yardas Permitidas            | 127, Oregon State vs. New Mexico                                                | 2003      |
| Menos Yardas Terrestres Permitidas | –11, Boise State vs. Arizona State                                              | 2011      |
| Menos Yardas Aéreas Permitidas     | 33, San Diego State vs. North Carolina                                          | 1998      |
| Individual                         | Récord, Nombre, Equipo vs. Rival                                                | Año       |
| Yardas Totales                     | 301, Doug Martin (Boise State)                                                  | 2011      |
| Touchdowns Totales                 | 5, Steven Jackson (Oregon State)                                                | 2003      |
| Yardas Terrestres                  | 254, Mike Anderson (Utah)                                                       | 1999      |
| Touchdowns Terrestres              | 4, compartido con: Wasean Tait, Toledo vs. Nevada Steven Jackson (Oregon State) | 1995 2003 |
| Yardas Aéreas                      | 395, Brock Osweiler (Arizona State)                                             | 2011      |
| Pases de touchdown                 | 4, Cody Kessler (USC)                                                           | 2013      |
| Yardas por Recepción               | 241, Gerell Robinson (Arizona State)                                            | 2011      |
| Recepciones de touchdown           | 2, varios, más reciente: Marqise Lee (USC) Nelson Agholor (USC)                 | 2013      |
| Tackleadas                         | 20, Troy Polamalu (USC)                                                         | 2001      |
| Capturas                           | 3, Mike Crawford (Nevada)                                                       | 1996      |
| Intercepciones                     | 2, varios, más reciente: Kameron Kelly (San Diego State)                        | 2016      |
| Jugadas Largas                     | Récord, Nombre, Equipo                                                          | Año       |
| Touchdown terrestre                | 84 yds., Doug Martin (Boise State)                                              | 2010      |
| Pase de touchdown                  | 78 yds., Jason Mass a Pat Johnson (Oregon)                                      | 1997      |
| Regreso de Kickoff                 | 100 yds., Doug Martin, (Boise State)                                            | 2011      |
| Regreso de Despeje                 | 74 yds., Craig Bragg (UCLA)                                                     | 2002      |
| Regreso de Intercepción            | 100 yds., Jamar Taylor (Boise State)                                            | 2011      |
| Despeje                            | 69 yds., Garrett Swanson (Fresno State)                                         | 2013      |
| Gol de Campo                       | 52 yds., Kai Forbath (UCLA)                                                     | 2007      |

- Fuente:[8]: 32–37